# Kulturelle Identität
Unter kultureller Identität versteht man das Zugehörigkeitsgefühl eines Individuums oder einer sozialen Gruppe zu einem bestimmten kulturellen Kollektiv.
Dies kann eine Gesellschaft, ein bestimmtes kulturelles Milieu oder auch eine Subkultur sein. Identität stiftend ist dabei die Vorstellung, sich von anderen Individuen oder Gruppen kulturell zu unterscheiden, das heißt in einer bestimmten Anzahl gesellschaftlich oder geschichtlich erworbener Aspekte wie Sprache, Religion, Nation, Wertvorstellungen, Sitten und Gebräuchen oder in sonstigen Aspekten der Lebenswelt. Die individuellen Weltanschauungen, die eine kulturelle Orientierung prägen, sind heterogen und können durchaus auch zueinander im Widerspruch stehen.
Kulturelle Identität entsteht also aus der diskursiven Konstruktion des „Eigenen“, die durch den Gegensatz zu einem wirklichen oder bloß vorgestellten „Anderen“ hervorgerufen wird. Dieser Vorgang ist stark von Gefühlen geprägt, wobei das Eigene ein Sicherheits-, Geborgenheits- und Heimatgefühl vermittelt.
Gegenüber dem „Anderen“ oder dem „Fremden“, das oft erst im Prozess der Bildung von Identität als solches definiert wird (Othering), kann sich Nichtwahrnehmung, Verunsicherung, Abneigung und sogar Hass entwickeln. Wenn eine Gruppe Unterdrückung, Ausbeutung, Ausgrenzung oder Diskriminierung erleidet, kann ihr die kollektive Identität ein Potenzial zur Selbstbehauptung verschaffen. Dagegen drückt sich vor allem in traditionalen Gesellschaften die kulturelle Identität in einer unhinterfragten Identifikation mit der bestehenden Ordnung aus.
Kulturelle Identität setzt nach George Herbert Mead die Bereitschaft voraus, die Haltung der eigenen Gruppe zu verinnerlichen, die Normen und Werte der Gemeinschaft auch gegen sich selbst zu richten und eine Verantwortung, die das Kollektiv formuliert, „auf seine eigenen Schultern zu laden“ und sich gegenüber den anderen Gemeinschaftsmitgliedern zu verpflichten. In diese kulturelle Identität wird das Individuum durch Sozialisation bzw. Enkulturation eingebunden.
Alle Konzepte kultureller Identität sind zwangsläufig mit Inkohärenzen verbunden, je nachdem ob nationale, regionale, ethnische, sprachliche, religiöse, sexuelle oder ästhetisch-lebenspraktische Komponenten (der Lifestyle) im Vordergrund stehen. Durch das Internet und die sozialen Medien öffnen sich kulturelle Identitäten nach außen und können somit auch sekundär erlernt, übernommen oder konstruiert werden.

## Politisierung des Begriffs durch denCultural Turn
Verstärkt in Gebrauch kam der Begriff der kulturellen Identität seit der „kulturellen Wende“, der anthropologischen Neufassung und Erweiterung des früher rein geisteswissenschaftlichen Kulturbegriffs in den Sozialwissenschaften in den 1990er Jahren. Er wird sowohl von den Vertretern einer Pluralisierung von Identitäten und Lebensformen im Rahmen der Globalisierung als auch von den Befürwortern der Bewahrung nationaler oder religiöser Identitäten und Traditionen benutzt, was zu seiner Unschärfe beiträgt. Ein Beispiel dafür ist die deutsche Debatte um eine Leitkultur im Jahr 2000.
Wahrnehmbar wird kulturelle Identität erst, wenn sie in Frage gestellt wird, also wenn kulturelle Unterschiede relevant werden. Dies geschieht vor allem durch Migration, also in komplexen Zivilisationen, im Kolonialismus, in Großstädten und Industriezentren und ganz allgemein unter Bedingungen sozialen Wandels. Daher ist der Begriff oft mit Konflikten zwischen Trägern verschiedener kultureller Identitäten konnotiert, etwa der Abwehr von Versuchen einer Mehrheitskultur, eine Minderheit kulturell zu dominieren oder zu assimilieren. Bestrebungen traditioneller Gesellschaften zur Stärkung der kulturellen Identität trotz Übernahme moderner Kulturelemente werden als Indigenisierung bezeichnet. Wenn bereits weitgehend assimilierte Ethnien traditionelle Elemente und ihre ethnische Identität wiederbeleben und in modifizierter Form erneut in ihre Kultur integrieren, spricht man von Re-Indigenisierung.

## Bildung kultureller Identitäten durch Codes
Der israelische Soziologe Shmuel N. Eisenstadt und sein deutscher Kollege Bernhard Giesen unterscheiden die Bildung kultureller (Gruppen-)Identitäten durch vier Arten von Codes mit zunehmendem Reflexionsniveau:
- In den ersten, den primordialen Codes, werde die Gruppenzugehörigkeit als naturgegeben betrachtet.
- In der zweiten Gruppe von Codes werde die kulturelle Identität durch Traditionen und Ursprungsmythen begründet.
- Die dritte Gruppe, die Delanty kulturelle Codes nennt, beziehe sich auf religiöse oder transzendentale Bezugsgrößen wie Gott, die Vernunft oder die Idee des Fortschritts.
- In der vierten Gruppe würden die vorher genannten Codes kritisiert und gebrochen; statt Mythen, Traditionen oder metaphysischen Ideen würden soziale und kulturelle Inhalte des Alltagslebens wie Geschmack, materielle Werte oder Privilegien in den Vordergrund rücken.[3]

Der britische Soziologe Gerard Delanty ergänzt eine fünfte und letzte Gruppe von identitätsbildenden Codes, die er Diskursivität nennt. Hier würden die starken Exklusionen, die mit den zuvor genannten Codes einhergegangen seien, im Sinne eines demokratischen Bewusstseins zurückgenommen, der Prozess der Identitätsschaffung werde transparent und reflektiert.

## Dimensionen und Ebenen kultureller Identität
Der Dortmunder Politologe Thomas Meyer stellte 2002 ein Modell auf, wie sich kulturelle Identitäten strukturell voneinander unterscheiden und empirisch untersuchen lassen. Er unterscheidet drei „basale Zivilisationsstile“, nämlich
- den Traditionalismus, der hierarchisch und patriarchalisch die überkommenen kulturellen und sozialen Traditionsbestände gegen Veränderungen zu verteidigen trachtet
- die Modernisierung oder Liberalisierung, die sich durch das Bestreben auszeichnet, Individualismus, Säkularismus, Rationalismus und Pluralismus gegen die überkommenen Traditionsbestände durchzusetzen
- den Fundamentalismus, der die defensive Abwehrhaltung des Traditionalismus zu einem offensiven Kampf gegen die Modernisierung radikalisiert.

Meyer lässt dabei die Frage offen, ob es so etwas wie ein Existenzrecht traditioneller Kulturen mit ihren Clans, Familien, Ahnen, Mythen und Göttern gibt oder nur ein Recht der Individuen auf kulturelle Selbstbestimmung.
Quer zu diesen Zivilisationsstilen diagnostiziert er drei verschiedene Ebenen von möglichen Werthaltungen und Gewohnheiten, die sich zu kulturellen Identitäten zusammenfügen können:
- die Ebene der persönlichen Glaubenswahrheiten und metaphysischen Sinngebungen (ways of believing)
- die Ebene der alltagskulturellen Lebensweisen, von Tischsitten über Wohnformen bis zu Arbeitsethiken (ways of life)
- die Ebene der soziopolitischen Gemeinschaftswerte, etwa zur Frage, wie Gerechtigkeit, Freiheit oder Sicherheit in einer Kultur definiert werden und welchen Stellenwert sie haben („ways of living together“).[5]

## Theorien zum Kulturkontakt
Da kulturelle Identität nur in der Kontrastierung mit anderen kulturellen Identitäten wahrnehmbar wird, sind für sie Kulturkontakte von großer Bedeutung. Diese Kontakte, die oft konflikthaft ablaufen, lassen sich in drei Gruppen einteilen:

### Kulturkontakt innerhalb einer Gesellschaft
Hier ist häufig eine Dominanz der majoritären Kultur über die der Minderheit zu beobachten, in der die minoritäre Kultur diskriminiert wird. Diese Benachteiligung kann zum einen in Ausgrenzung oder Marginalisierung bestehen, wie z. B. in der Ghettoisierung von Juden im Mittelalter oder im Apartheidregime in Südafrika. Die minoritäre Kultur reagiert auf ihre Ausgrenzung typischerweise mit der Ausbildung einer trotzig-stolzen kulturellen „Widerstandsidentität“. Der Zionismus oder die südafrikanische Black-Consciousness-Bewegung sind Beispiele dafür. Es kann auch zu einem Selbstausschluss der Minderheitskultur in einer Parallelgesellschaft kommen, wie sie etwa zum Teil in Deutschland lebenden Türken vorgeworfen wird.
Andererseits kann die Diskriminierung auch darin bestehen, dass die Mehrheitskultur den kulturellen Unterschied der Minderheit aufheben will und Druck auf eine Assimilierung macht. Gegen eine solche Aufgabe der eigenen kulturellen Identität wehrt sich die betroffene Minderheit zumeist mit allen Mitteln (siehe zum Beispiel den Schulstreik in Wreschen, mit dem sich die Polen von 1901 bis 1904 gegen das von Preußen verhängte Verbot ihrer Sprache im Religionsunterricht wehrten).
Positive Beispiele für eine gelungene Integration von Minderheiten ohne Aufgabe der eigenen kulturellen Identität oder für friedliche gegenseitige Befruchtung zweier Kulturen sind in Geschichte und Gegenwart selten. Hier wird oft das Kalifat von Córdoba genannt, wo große Toleranz gegenüber Juden und Christen herrschte, die als Dhimmas aber dennoch eine Sondersteuer zahlen mussten. Ähnlich verhält es sich mit dem Sizilien unter der Herrschaft der Normannen und unter Kaiser Friedrich II, wo die Toleranz gegenüber Juden und Muslimen vor allem im Verhältnis zur sonstigen mittelalterlichen Unterdrückungspraxis bemerkenswert erscheint. Auch das häufig genannte Beispiel des US-amerikanischen Melting Pot, in dem die zahlreichen Immigranten im 19. Jahrhundert mit den zum Teil schon seit Generationen in den USA lebenden Bürgern kulturell zu einem Ganzen verschmolzen wären, lässt sich mit Blick auf die Diskriminierung von Nicht-Protestanten der zweiten Einwanderungswelle seit den 1880er Jahren (vor allem Italiener, Iren, Polen und Juden) nicht mehr uneingeschränkt aufrechterhalten. In Ländern Europas erhoben Angehörige der zweiten Generation von Immigranten wie die Beurs seit den 1980er Jahren zum Teil gewaltsam Ansprüche auf Anerkennung ihrer kulturellen Identität und protestierten gegen rassistische Ausgrenzung. Dies erfolgt dem Ethnologen Werner Schiffauer zufolge in einem „Balanceakt“ zwischen der „Notwendigkeit, sich selbst treu zu bleiben (also eine Kontinuität herzustellen)“, und dem „Bedürfnis, sich selbst zu verwirklichen (also sich gerade nicht auf seinen Hintergrund festzulegen)“.
Für die verschiedenen Formen des Kulturkontaktes innerhalb einer Gesellschaft und der damit einhergehenden Akkulturation entwickelte der amerikanische Psychologe John W. Berry ein Schema, definiert über die Fragen, ob die Minderheitengruppe die eigene Kultur beibehalten will/soll oder nicht und ob irgendeine Form des Kontakts zwischen Mehrheit und Minderheit bestehen soll oder nicht: Werden beide Fragen mit ja beantwortet, spricht Berry von Integration. Ist Kontakt erwünscht, aber keine Beibehaltung der kulturellen Identität, von Assimilierung. Wenn Kontakt nicht erwünscht ist, die minoritäre Gruppe ihre Kultur aber beibehalten darf, von Segregation. Ist weder das eine noch das andere gestattet, von Marginalisierung oder Exklusion.
Das Zusammenleben von Menschen unterschiedlicher kultureller Identitäten wird gegenwärtig unter dem Schlagwort der multikulturellen Gesellschaft diskutiert. Dabei wird von Wissenschaftlern wie Bassam Tibi und Politikern wie Norbert Lammert die Wünschbarkeit einer solchen Gesellschaft bezweifelt, da eine Gleichwertigkeit aller kulturellen Identitäten als Werterelativismus und Abwertung der eigenen Mehrheits- oder Leitkultur angesehen wird. Auch wird kritisiert, dass in einer multikulturellen Gesellschaft die verschiedenen Gruppen nebeneinanderher leben würden, es also zur Ausbildung von Parallelgesellschaften komme. Der Philosoph Wolfgang Welsch schlug 1992 den Begriff der Transkulturellen Gesellschaft vor, deren Mitglieder durch vielfältige Kontakte ihre kulturellen Identitäten weiterentwickeln, sich der „fremden“ Anteile in ihrem Identitätskonzept aber bewusst bleiben.
In diesem Zusammenhang ist aktuell umstritten, ob kulturelle Aneignung statthaft ist, das heißt, wenn kulturelle Produkte, die von einer Gruppe als identitätsstiftend angesehen werden (Mode, Musik, Haartracht), von Menschen verwendet werden, die dieser Gruppe nicht angehören. Die Kritik richtet sich gegen Weiße bzw. Angehörige einer Dominanzkultur, die sie sich aus einem Repertoire kultureller Praktiken bedienen, ohne dazu etwas beigetragen und ohne die mit der Entwicklung des jeweiligen Produkts verbundenen Diskriminierungserfahrung durchlitten zu haben. Damit eignen sie sich laut dem Kulturwissenschaftler Greg Tate, „everything but the burden“ an: „alles außer der Last“. Diese unreflektierte Aneignungspraxis bestärke somit ihre Privilegien. Gegen diese Argumentation wird eingewendet, dass dadurch kulturelle Identität essenzialisiert werde: Man erkläre die Zuschreibung zu einer kulturell definierten Gruppe rigide für unabänderlich, eskamotiere die Unterschiede innerhalb dieser Gruppe und lasse die zu anderen Kulturgruppen künstlich größer erscheinen, wodurch der Ideenfluss zwischen kulturellen Gruppen behindert werde.

### Kulturkontakt durch Expansion nach Urs Bitterli
Hier unterscheidet der Schweizer Historiker Urs Bitterli am Beispiel der europäischen Expansion der Frühen Neuzeit Kulturberührung, Kulturzusammenstoß und Kulturbeziehung.
- Unter Kulturberührung versteht er die meist oberflächlichen (Erst-)Kontakte zwischen den Kolonisatoren und der indigenen Bevölkerung. Sie verliefen oft friedlich, etwa mit dem Austausch von Geschenken oder kleineren Handelsgeschäften und hatten auf die kulturelle Identität beider Seiten zunächst wenig Einfluss. Die Europäer brachten nämlich feste Vorstellung mit sowohl von sich selbst als kulturell überlegen als auch von den Menschen, die sie antrafen: Diese wurden entweder als „edle Wilde“ idealisiert oder aber als „Kannibalen“ verteufelt.[22]

- Als Kulturzusammenstoß bezeichnet Bitterli die gewalttätige Unterdrückung der indigenen Kulturen, die überall dort auftrat, wo die Europäer auf technisch nicht gleich starke Zivilisationen trafen. Die Kulturberührung schlug regelmäßig dann in Gewalt um, wenn die Vertreter der indigenen Kultur sich durch die Missionsversuche und das Erwerbsstreben der Europäer in ihrer Lebensweise und ihrem Besitzstand bedroht fühlten. Regelmäßig unterwarfen die Europäer die Indigenen der Sklaverei oder anderen Formen des Arbeitszwangs. Auch kulturelle Missverständnisse trugen dazu bei, dass das anfängliche Vertrauen und der Respekt gegenüber den Europäern rasch verloren ging.

- Kulturbeziehungen, also ein wechselseitiges Verhältnis des Gebens und Nehmens, waren nach Bitterli nur dann möglich, wenn die Europäer auf gleich starke Zivilisationen trafen. In einer solchen machtpolitischen Pattsituation, wie sie lange Zeit gegenüber dem islamischen Kulturkreis, gegenüber Indien und China herrschte, bestanden die Beziehungen zwischen beiden Seiten in einem beide bereichernden Austausch und zeigten sich im Handel, aber auch in kultureller Beeinflussung in beide Richtungen, wie etwa in der jesuitischen Mission in China, der in Europa eine starke Bewunderung für chinesische Kunst und chinesisches Handwerk gegenüberstand. Hier kann man wenigstens im Ansatz von einer gegenseitigen Akkulturation sprechen, das heißt einer wechselseitigen kulturellen Befruchtung, Bereicherung und Durchdringung.[23]

### Kulturbegegnung durch globale Kommunikation
Im Zeitalter der Globalisierung nehmen die Möglichkeiten für Kulturkontakte sehr stark zu, ob sie nun über Migration, die Medien, den Welthandel oder über den Tourismus erfolgen. Immer weniger Weltgegenden bleiben somit von Kulturkontakten unberührt. Im Wettstreit der Kulturen, der dadurch ermöglicht wird, sind die modernen, wirtschaftlich erfolgreichen und am individuellen Konsum ausgerichteten Kulturen des Westens, vor allem der USA, anderen, traditionelleren Kulturen anscheinend überlegen. Die dadurch bedingte Gefährdung der eigenen kulturellen Identität wird von muslimischen, aber auch von europäischen Rechten als Kulturimperialismus kritisiert.
In den Kultur- und den Sozialwissenschaften wird andererseits verbreitet angenommen, dass die Globalisierung gerade nicht zu einer weltweiten kulturellen Homogenisierung führt, sondern eher zu einer Hybridisierung, also zu vielfältigen, auch widersprüchlichen Mischformen kultureller Identität, wie sie etwa für Migranten typisch sei. Dabei würden die verschiedenen Traditionen nicht im Sinne einer Kreolisierung miteinander verschmelzen. Vielmehr bedeute Hybridität das Entstehen eines „dritten Raums“, in dem die Ansprüche der Mehrheits- und der Herkunftskultur ausgehandelt und neue Positionen konstruiert würden, die aber in keine neue Essenz münden. Der Soziologe Stuart Hall plädiert in diesem Zusammenhang dafür, sowohl die verschiedenen Identitätspolitiken zu untersuchen, also die inkludierenden und exkludierenden Fremd- und Selbstzuschreibungen kultureller Gruppen, als auch die (oft nur temporären) individuellen Identifikationen: In diesem Sinne seien Identitäten „nur Punkte vorübergehender Bindung an die Subjektpositionen, die diskursive Praktiken für uns konstruieren.“

## Kulturelle Identität in der Rechtsordnung
Die Rechtsordnung ist vor die Aufgabe gestellt, bei Ausländern, die im Gast- oder Einwanderungsland leben, die Spannung zwischen dem Erfordernis der Integration für ein geordnetes Zusammenleben und der Wahrung ihrer kulturellen Identität angemessen zu lösen. Dabei kann die Interessenlage der einzelnen sehr unterschiedlich sein. Ein Flüchtling oder Asylbewerber fühlt sich unter Umständen dem Gastland stärker als seinem Heimatland verbunden. Anderseits werden wohl Mitarbeiter multinationaler Unternehmen, ausländische Studenten, Diplomaten oder andere Rückkehrwillige so weit wie möglich in der Beurteilung ihrer höchstpersönlichen Angelegenheiten die Wahrung ihrer kulturellen Identität wünschen. Viele wandern erst im Erwachsenenalter aus, so dass sie, insbesondere im familiärer Hinsicht, stark von ihrem Heimatrecht geprägt sind.
Bei der Beurteilung solcher persönlichen Rechtsverhältnisse, die eine natürliche Person betreffen (Personalstatut), insbesondere der Rechtsfähigkeit, des Namensrechts, der Geschäftsfähigkeit (Mündigkeit), der Entmündigung, einer Todeserklärung, der Eheschließungsvoraussetzungen, der allgemeinen Ehewirkung, des ehelichen Güterstandes, des Rechts der Scheidung, des Unterhaltsrechts, des Rechts der Abstammung, des Sorgerechts, der Adoption oder der Rechtsnachfolge von Todes wegen, stellt sich die Frage, ob das Recht des ständigen Aufenthaltsortes, wo sich der Ausländer integrieren soll, oder das Recht desjenigen Staates, welchem der Ausländer angehört, vorzugswürdig sei. Diese Entscheidung liegt dem Internationalen Privatrecht ob.
Viele klassische Einwanderungsländer, wie die USA oder Australien, knüpfen am Recht des ständigen Aufenthaltsorts (Domizil) an, was den Integrationsdruck auf Ausländer erheblich erhöht. Dies zwingt insbesondere dazu, Wert- und Gesetzesvorstellungen des Einwanderungslandes auch in Familienangelegenheiten zu übernehmen. Deutschland hat sich dafür entschieden, das Personalstatut grundsätzlich dem Recht desjenigen Staates zu unterstellen, dem der Ausländer angehört. Das gilt auch dann, wenn der Heimatstaat weiter auf religiöses Recht verweist. Dadurch wird eine wesentlich weiterreichende Wahrung der kulturellen Identität erzielt. Nur wenn die Regelungen des Heimatstaates mit deutschen Wertvorstellungen unvereinbar sind, greifen deutsche Behörden und Gerichte korrigierend ein (Ordre-public-Vorbehalt).

## Kontroverse
Der Begriff der kulturellen Identität ist Mitte der 1990er Jahre im Zusammenhang mit der Kontroverse um das 1996 erschienene Buch Kampf der Kulturen (The Clash of Civilizations and the Remaking of World Order) des US-amerikanischen Politikwissenschaftlers Samuel P. Huntington in die Kritik geraten. Huntington vertrat darin die These, dass die Weltpolitik nach dem Ende des Kalten Krieges nicht mehr von politischen, ideologischen oder ökonomischen Auseinandersetzungen bestimmt sei, sondern von Konflikten zwischen Angehörigen unterschiedlicher „Kulturkreise“. Gerade in Zeiten der Globalisierung werde das Bedürfnis, sich von anderen zu unterscheiden, also die eigene kulturelle Identität zu betonen, immer stärker. Huntington identifizierte sechs Kulturkreise mit ihren jeweiligen Kernstaaten, nämlich China, Japan, den slawisch-orthodoxen Raum mit Russland, Indien, die islamischen Staaten und die Westliche Welt. Das Zentrum einer jeden dieser Kulturen bestehe in einer Reihe von Grundwerten, die prinzipiell miteinander unverträglich seien. Dadurch würden Konflikte zwischen ihnen – ja ein eigentlicher „Kampf der Kulturen“ – unumgänglich.
Die Ereignisse des 11. September 2001 mit den anschließenden Kriegen gegen den Terror in Afghanistan und im Irak und die zweite Intifada seit 2000 wurden verschiedentlich als Beleg für Huntingtons These gewertet, indem sie wie ein globaler Kampf der westlichen gegen die islamische Kultur interpretiert wurden.
Gegen Huntingtons These wird indes eingewandt, dass sie im Sinne einer Selbsterfüllenden Prophezeiung den Kampf erst herbeiführe, da Versuche, ein friedliches Zusammenleben verschiedener Kulturen zu erreichen, von vornherein als aussichtslos hingestellt würden. Der Politikwissenschaftler Thomas Meyer zeigt zudem auf, dass die Unterschiede in der Bewertung verschiedener Grundprobleme wie Unsicherheitsvermeidung, Ungleichheit oder Individualismus zwischen verschiedenen islamischen Ländern größer sind als zu einzelnen Ländern anderer Kulturkreise. Das Konzept einer einheitlichen kulturellen Identität von Staaten und Staatengruppen, das Huntingtons These zugrunde liegt, gehe also an der Realität vorbei:

„Die Ideologie vom Kampf der Kulturen aufgrund unversöhnlicher Differenzen ihrer sozialen Grundwerte findet in den empirischen Daten keine Bestätigung, Im Gegenteil: Kulturübergreifende Ähnlichkeiten und Überlappungen lassen sich zwischen allen Kulturen erkennen. Die Konfliktlinien, die in der Sache begründet sind, verlaufen vielmehr in den Kulturen.“

Ähnlich argumentiert auch der indische Nobelpreisträger Amartya Sen gegen Huntingtons Vorstellungen von Konflikten, die sich aus Unterschieden in der kulturellen Identität ergeben würden:

„Eine Person kann gänzlich widerspruchsfrei amerikanische Bürgerin, von karibischer Herkunft mit afrikanischen Vorfahren, Christin, Liberale, Frau, Vegetarierin, Langstreckenläuferin, Heterosexuelle, Tennisfan etc. sein.“

Die Menschen seien eben „auf unterschiedliche Weise verschieden“: Der Begriff der kulturellen Identität tauge daher nicht dazu, Prognosen über das Verhalten kulturell definierter Kollektive zu machen.
Der deutsche Volkskundler Konrad Köstlin kritisiert Huntingtons These, weil sie Kultur als „Prägestempel“ missverstehe, der die Menschen unausweichlich voneinander trenne. Sie erscheine somit als ein statisches Bündel verbindlicher Regeln statt als individueller Identitätsbildungsprozess, der von dem einen Mitglied eines Kulturkreises so, von einem anderen anders durchlaufen werde. Der Ethnologe Andre Gingrich rückt Huntingtons Konzept in die Nähe eines Rassismus ohne Rassen, der nicht die Überlegenheit der Europäer behauptet, sondern die Unmöglichkeit für Menschen unterschiedlicher kultureller Prägung, miteinander zu leben.